# Perizoma carneata
Perizoma carneata är en fjärilsart som beskrevs av Alpheus Spring Packard 1828. Perizoma carneata ingår i släktet Perizoma och familjen mätare. Inga underarter finns listade i Catalogue of Life.